# Besleria ardens
Besleria ardens là một loài thực vật có hoa trong họ Tai voi. Loài này được Decne. ex Linden mô tả khoa học đầu tiên năm 1850.